# 片栗粉
片栗粉（かたくりこ）は、本来はカタクリの地下茎から作られたデンプンの粉（澱粉）。しかし、大量生産され市場に流通している多くの片栗粉はジャガイモ（馬鈴薯）から製造される馬鈴薯デンプンである。主に調理用粉・和菓子材料として使用されている。

## 歴史

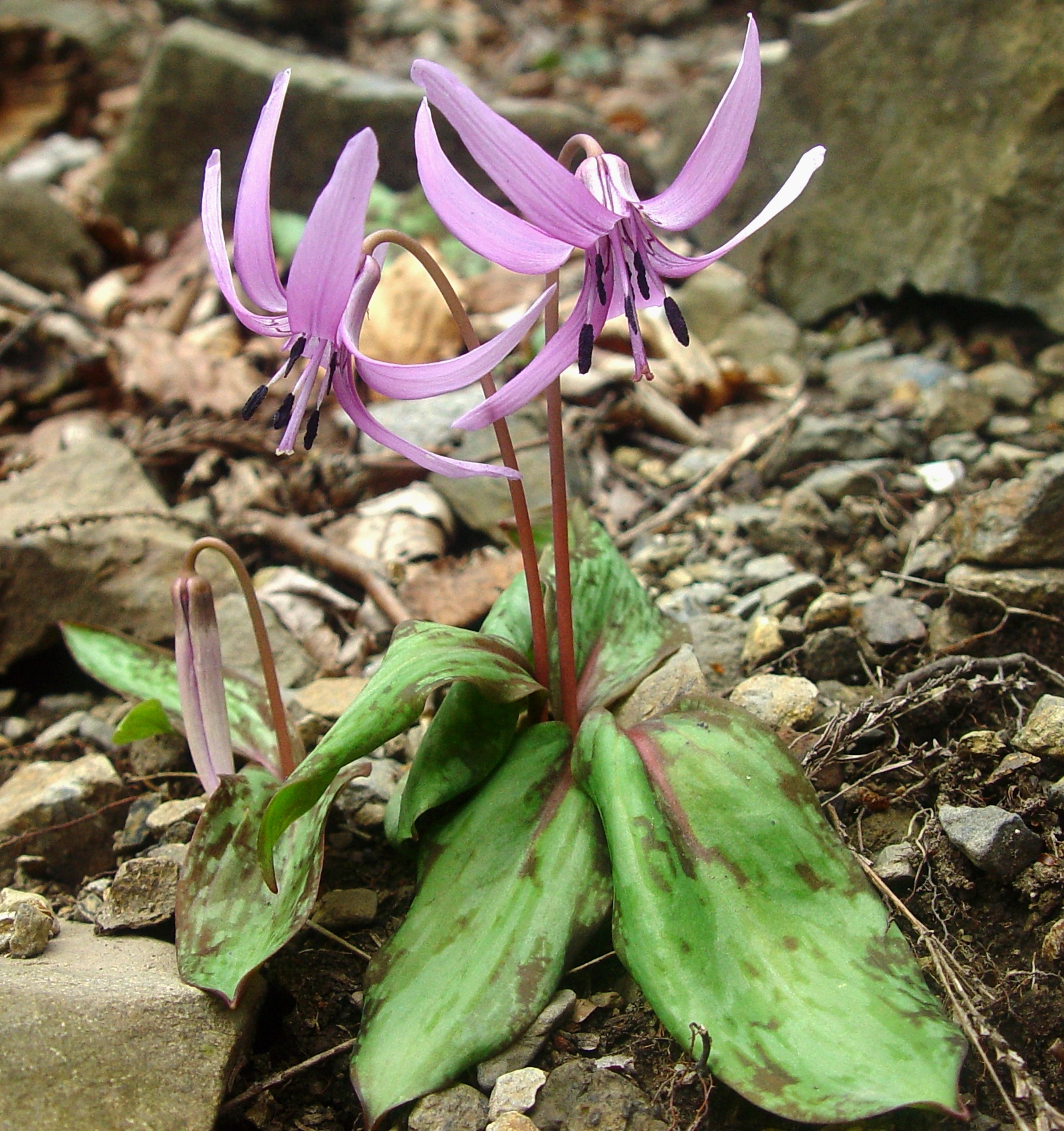
カタクリ

かつては文字通り、日本北東部の原野などに自生するユリ科のカタクリの根茎から製造した。江戸時代においては、播磨国，越前国など複数の産地で生産され、特に大和国の宇陀では名産品となり幕府へ献上されるなど活発であった。
自生カタクリの減少、また明治以降、北海道開拓が進みジャガイモが大量栽培されるようになると、原料はジャガイモに切りかわっていったが、名称はそのまま残った。

## 料理
揚げ物の衣を付けるための調理用粉や、麺類に使用することが多い。また、多くの中華料理では、餡掛けに多用される。

### 揚げ物
竜田揚げ・から揚げ
揚げ物の調理用粉として竜田揚げ・から揚げ、さらにそれを煮て酢豚、じぶ煮などにする。片栗粉はカリッと揚がり、サクサクした小麦粉の衣とは食感が異なる。また時間がたってもべたつく度合いが少ない。

### 麺類
片栗粉麺・でんぷんうどん
片栗粉麺とはうどんその他を片栗粉で製した麺のことである。小麦ではなくジャガイモデンプンを用いた「でんぷんうどん」は北海道の農村地帯の郷土料理である。白く透き通った麺で、強いコシが特徴である。後志管内の留寿都村では、でんぷんうどんの製麺が製造・販売され、うどんを提供する店舗もある。同・倶知安町では、地元名産の男爵いもを使用した豪雪うどんを開発、提供する。

### その他
炒り卵
片栗粉を一摘みいれることで、フワフワした食感にすることができる。
いももち
加熱し皮をむいたジャガイモに片栗粉を加えて練り、焼き上げたもの。
でんぷんかき
粉を水で溶き、熱湯を注いで糊化させた菓子。砂糖などで味付けをして食する。冷めると液状に戻る。
水溶き片栗粉
八宝菜、かに玉、酢豚、麻婆豆腐など、多くの中華料理でとろみつけに多用される。デンプンは加熱により糊化（こか）するため、調理中の熱い料理に直接片栗粉を加えると、すぐに糊化してダマになる。そのため、あらかじめ熱くない水に溶かしたものを用意しておき、鍋に加える際にいったん火を止めてから入れてかき混ぜ、その後に火を入れてしばらく加熱する必要がある。片栗粉と水の分量は1:1で、それより水を多くしても吸水しない（水を少なくするとダマになりやすいという誤解が多くある）。加熱が不十分だとぶつぶつ切れる硬い状態になり、それを越えて加熱するとなめらかなとろみとなる。

## 飲料
とろみを付けることで病人でも嚥下しやすくなる。小林一茶の『父の終焉日記』には、「カタクリなど練りて」と葛湯のように熱湯でといて病床の父に勧めたことが記されている。

## その他の利用法
- 音響効果の分野で「雪の上を歩く時の音」として、片栗粉をギュッと押した時の音が使われる。
- 歴史学の分野で石碑の文字を読み取る際に、小さな文字やはっきりしない文字を浮き出させるために使われる[6]。